# مواگیسی
مواگیسی (به انگلیسی: Mevagissey) یک روستا و محله مدنی در بریتانیا است که در کورنوال واقع شده‌است. مواگیسی ۲٬۰۱۵ نفر جمعیت دارد.